# I Can't Stand Still
I Can't Stand Still är Don Henleys debutalbum som soloartist, utgivet 1982 efter att Eagles upplösts i början av 1980-talet.
Låten "Dirty Laundry", en attack på TV-nyheternas ytlighet, blev en hit med en tredjeplacering på singellistan i USA. Även "Johnny Can't Read", "You Better Hang Up" och "I Can't Stand Still" släpptes som singlar.

## Låtlista
1. "I Can't Stand Still" (Don Henley, Danny Kortchmar) - 3:33
2. "You Better Hang Up" (Danny Kortchmar) - 3:21
3. "Long Way Home" (Don Henley, Danny Kortchmar) - 5:28
4. "Nobody's Business" (Don Henley, Bob Seger, J.D. Souther) - 3:43
5. "Talking to the Moon" (Don Henley, J.D. Souther) - 4:39
6. "Dirty Laundry" (Don Henley, Danny Kortchmar) - 5:26
7. "Johnny Can't Read" (Don Henley, Danny Kortchmar) - 3:22
8. "Them and Us" (Don Henley, Danny Kortchmar) - 4:01
9. "La Eile" (Paddy Moloney) - 0:52
10. "Lilah" (Don Henley) - 4:09
11. "The Unclouded Day" (Don Henley, Danny Kortchmar) - 3:36